# 唐敏一
唐敏一（1926年—），女，广东中山人，中华人民共和国妇产科专家，曾任中华全国妇女联合会常务委员。丈夫郑维敏、父亲唐悦良。